# Arend de Keysere

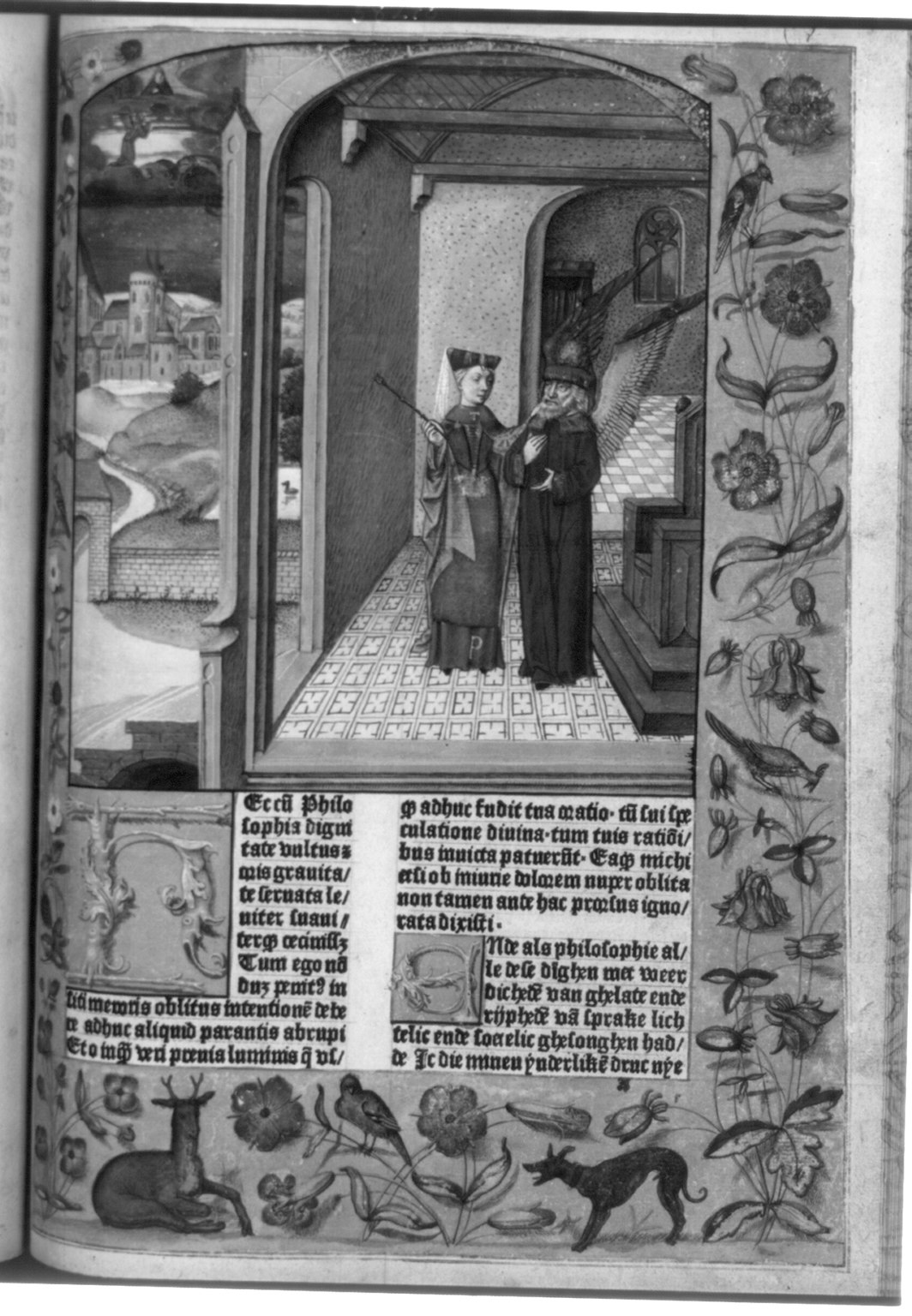
Geïllustreerde pagina uit De Keysere's tweetalige uitgave van De vertroosting der wijsbegeerte van Boëthius

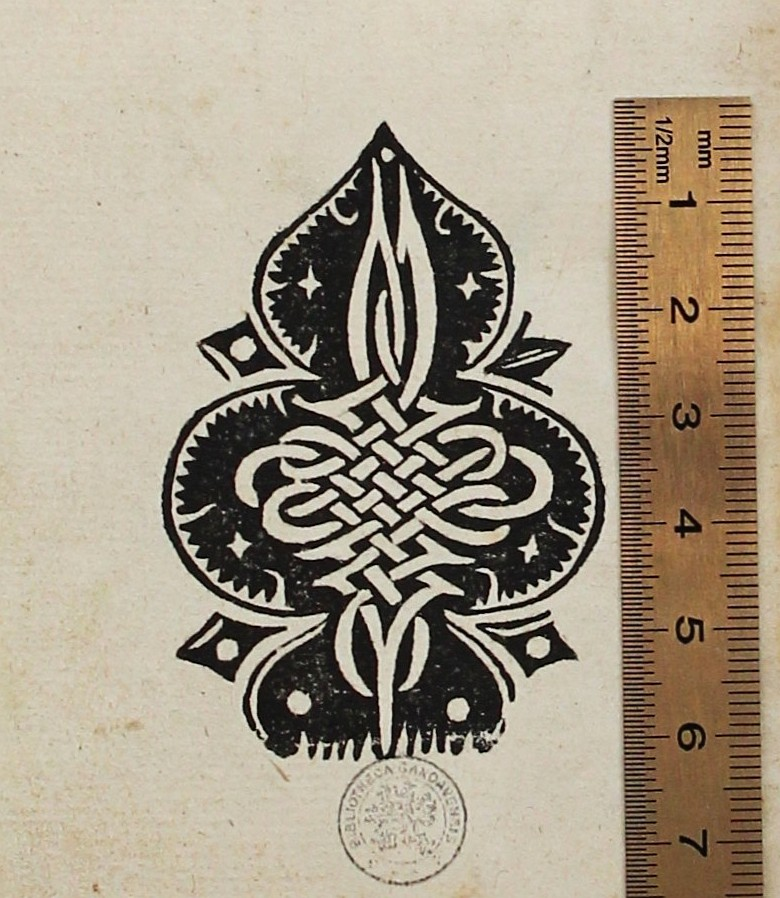
Het drukkersmerk van Arend de keysere, zoals het gebruikt werd in Psalterium (1484). Gevonden in UGENT-CB BIB.G.000160 (f. [et]6 verso), Universiteitsbibliotheek Gent.

Arend de Keysere, ook Arnoldus cesaris, Arnoul de Keysere (? - Gent, 1490) was een Vlaams drukker van wiegedrukken of incunabelen.
Er zijn 33 edities bekend van hem waarvan er vier niet meer te vinden zijn. Hij drukte een 13 tal aflaatbrieven (zo'n aflaatbrief bestond slechts uit 1 pagina en was dus niet echt een boek), 9 theologische werken en 5 officiële drukken (hij was officieel stadsdrukker in Gent). Hij gaf één klassieker uit, (De consolatione philosophiae, 360 ff.) van Boëthius, in het Latijn met vertaling en commentaar. Hij drukte in het Nederlands, Frans en Latijn.
Hij begon zijn loopbaan in Oudenaarde en drukte er één groot boek, de Petra (Hermannus De Petra - Sermones quinquaginta super orationem dominicam 136 ff.), een drietal kleinere werken en een zestal aflaatbrieven. Deze werken verschenen tussen 1480 en 1482. In april 1483 verscheen zijn traité d'Arras en was hij de eerste officiële Gentse stadsdrukker. In mei 1485 verscheen zijn Boëthius, waar hij een jaar aan gewerkt had. Het was zeker geen financieel succes daar zijn erfgenamen bij zijn dood nog een honderdtal exemplaren erfden "welke men in toecommende tijden vercoepen sal". In de universiteitsbibliotheek van Gent wordt een 12 bladzijden tellend werk bewaard met de titel Tractatus de periculis circa sacramentum eucharistie contingentibus (gedrukt te Gent tussen 1483-1487). Dit werk werd op 10 maart 2008 opgenomen in de lijst van het roerend erfgoed van de Vlaamse Gemeenschap.
Hij was de eerste die in Gent drukte maar de eerste Gentse drukker is een zekere Gerardus de Lisa de Flandria die naar Italië uitweek en zich reeds voor 1461 in Treviso had gevestigd.